# Реља Новаковић
Реља Новаковић (Стублине (Обреновац), 15. мај 1911 — Београд, 22. новембар 2003) био је српски историчар, директор (1970—1973) и научни саветник (1973—1979) Историјског института. Посебно је оставио трага у проучавању историје раног средњег века српских земаља, историјске географије, историје Косова и Метохије, као и на пољу методике наставе и уџбеника историје који су доживели десетак издања.
Током 1990-их година и пред смрт, био је заступник аутохтонистичких теза о старијој српској историји, протоисторији и праисторији.

## Биографија
Рођен је у Обреновцу. Основну школу завршио је у Кули, а гимназију у Београду. Дипломирао је Општу и националну историју на Филозофском факултету Универзитета у Београду 1935. Од 1938. до 1941. предавао је у прилепској гимназији.
Крај рата је провео у ратном заробљеништву у Немачкој. Након ослобођења и повратка у Југославију 1945. био је директор гимназије у Петровцу на Млави и Краљеву.
За начелника Комитета за научне установе, Универзитет и високе школе постављен је 1949. године, а октобра 1950. изабран је за предавача опште историје за студенте Филозофског факултета којима је историја била помоћна наука. На истом факултету одбранио је докторску дисертацију под насловом Бранковићев летопис и његови извори 1955. Од 1956. до 1970. напредовао је од звања доцента до редовног професора. Наставу историјске географије преузео је 1958/59. Продужио је рад на попуњавању библиотеке и попису историјских атласа и карата јужнословенских и суседних земаља када је школске 1962/63. установљен Кабинет за историјску географију у оквиру Одељења историјских наука. Ту се нарочито осврнуо на богате збирке Ратног архива у Бечу где је дуго година радио, што је наставио и по доласку у Историјски институт. Личну колекцију копија старих карата поклонио је Одељењу посебних фондова Народне библиотеке Србије.
Од 1966. радио је као редовни професор Филозофског факултета за предмет историјске географије у Одбору за проучавање Метохије на Филозофском факултету у Београду.

## Истраживања
На основу података из српских средњовековних повеља Новаковић је вршио теренска истраживања. Трагао је за старим топонимима, остацима градова, црквишта и гробаља. По доласку у Историјски институт, продужио је теренски рад на Косову и Метохији до 1977, у оквиру пројекта Косово у раном средњем веку, који су заједнички организовали Музеј Косова у Приштини, Археолошки институт и Историјски институт. Као први задатак у раду био је попис званих места на Косову у катастарским уредима покрајине. У току три године (1975—1978) обрађен је готово сав катастарски материјал са ове покрајине. Новаковић је наставио с редовним обилажењем косовско-метохијских села и после гашења овог пројекта. Бележио је све што му се учинило да је остатак старих грађевина и градова. Марљиво је сакупљао и личним средствима откупљивао од локалног албанског становништва случајно пронађени археолошки и етнолошки материјал. На тај начин створена је драгоцена збирка са локалитета Чечан, која се данас налази у Народном музеју у Београду.
Као један од чланова ауторског тима пројекта „Област Бранковића 1455“, образованог 1989. под руководством академика Милоша Мацуре, Новаковић се вратио теренским и студијским истраживањима старих насеља на Косову и Метохији. Резултати су објављени заједно са оним добијеним у претходним истраживањима косметске области у два значајна дела: у обимној студији о историјско-географским приликама на Космету средином 15. века — Насеља и становништво Области Бранковића 1455. године, као и у карти Градине и средњовековне цркве, манастири и гробља на Косову и Метохији која је израђена на прегледној карти Геодетске управе покрајине у размери 1:200.000. Ова карта, која је доцније послужила као незаобилазна полазна основа за низ карата других аутора о културним споменицима Косова и Метохије, објављена је у дневном листу „Политика“.
Реља Новаковић је оцењен као плодан писац разуђених интересовања, иза којег је остало четрнаест књига, једно коауторско поглавље и стотину расправа, чланака и других прилога. Остао је запамћен по свом раду на историјској географији, старим картама, топономастици, проучавању изворне вредности историјских списа, на хронологији, на темама с тематиком Косова, али и порекла Срба. Успешно је решавао нека питања из историјске географије, граница и идентификације старих косметских насеља, али што се тиче проблема о пореклу Срба ту се, како наводи Гордана Томовић, „кретао неизвесним путевима, који су водили кроз секундарне изворе и друге области, које једном историчару по образовању нису биле блиске“, те је наилазио на критике и оспоравања. Насупрот томе, задужио је умногоме средњошколско образовање из области историје својим прилозима из методике настава. Његови уџбеници доживели су десетак и више издања.

## Аутохтонистичка фаза
Др Новаковић је свој завршни период живота провео као аутохтониста. Почело је објављивањем рада Још о пореклу Срба 1992. године, са поднасловом И сва србска идолу служаше Дагону. Радио је критику и написао предговор за Олгу Луковић-Пјановић и њено дело Срби…народ најстарији.

## Важнији радови
- Новаковић, Реља (1955). „Један покушај тумачења Савиних хронолошких података у Житију св. Симеуна”. Историски гласник. 8 (3-4): 79—122.
- Новаковић, Реља (1955). „Никољски летопис”. Зборник Филозофског факултета. Београд. 3: 155—171.
- Новаковић, Реља (1958). „Кад се родио и кад је почео да влада Стеван Немања?”. Историски гласник. 11 (3-4): 165—192.
- Новаковић, Реља (1960). Бранковићев летопис. Београд: САНУ.
- Новаковић, Реља (1963). „О неким питањима граница Србије, Хрватске и Босне у X в.”. Зборник Филозофског факултета. Београд. 7 (1): 153—183.
- Новаковић, Реља (1964). „О границама Србије и српске државе у X веку”. Зборник Филозофског факултета. Београд. 8 (1): 153—191.
- Новаковић, Реља (1981). Где се налазила Србија од VII до XII века (историјско-географско разматрање): Проблеми и знања. Београд: Историјски институт.